# درك (كوهمرة خامي)
درك (بالفارسية: درک) هي قرية تقع في إيران في قسم كوهمرة خامي الريفي. يقدر عدد سكانها بـ 68 نسمة بحسب إحصاء 2016.